# مردم‌آرایه‌شناسی
اصطلاح مردم‌آرایه‌شناسی (به انگلیسی: Ethnotaxonomy)؛ یا به زیرشاخه آن در قوم‌شناسی اشاره دارد که سیستم‌های طبقه‌بندی تعریف‌شده و مورد کاربرد برای گروه‌های قومی منفرد را مطالعه می‌کند، یا به خود طبقه‌بندی فردی عملیاتی، که موضوع مطالعه فوری قوم‌شناس است.
برای نمونه، در بسیاری از زبان‌های غرب آفریقا، جهان ادراک رنگ‌ها به دسته‌های اصلی «قرمز»، «سفید» و «سیاه» رده‌بندی می‌شود (درجه‌بندی‌های دقیق‌تر ثانویه هستند). محدوده طول موجهایی که یک انگلیسی زبان آن را آبی می‌نامد، زیرمجموعه «سیاه» خواهد بود. (همچنین به تمایز آبی-سبز در زبان مراجعه کنید)
آرایه‌شناسی فرهنگ مردم دربارهٔ جانوران در زبان کلام پاپوآ گینه نو به‌طور گسترده توسط رالف بولمر و دیگران مورد مطالعه قرار گرفته‌است.